# 셰바팜스

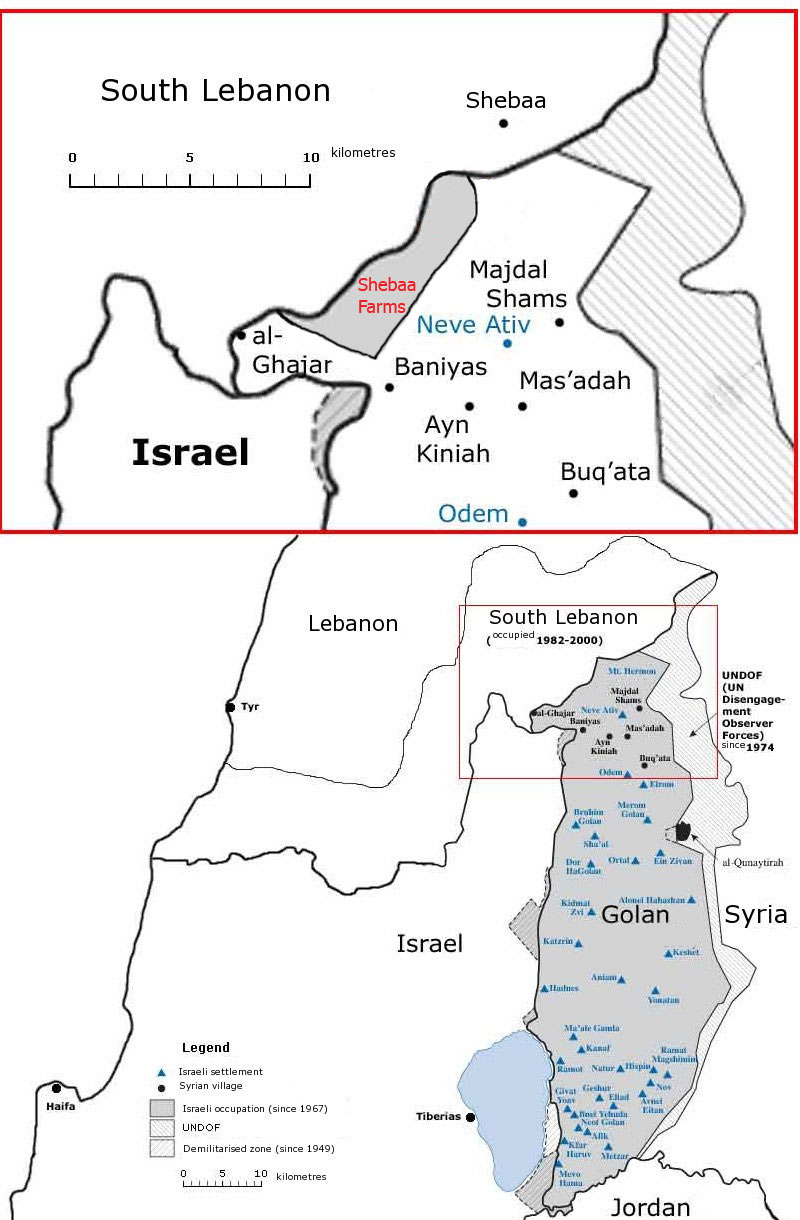
셰바팜스의 위치를 보여주는 지도

셰바팜스(Sheba'a Farms, 아랍어: مزارع شبعا, Mazāri' Šib'ā; 히브리어: חוות שבעא Havot Sheba'a, Shebaa Farms)는 레바논-시리아 국경에 있는 땅으로 현재 이스라엘이 점령하고 있다. 레바논은 셰바팜스가 자신들의 영토라고 주장하고 있으며, 시리아도 이 입장에 동의한다. 그러나 이스라엘은 이 지역이 시리아 영토라고 주장하고 있다. 이 분쟁은 현대 이스라엘-레바논 관계에서 중요한 역할을 한다.
이 지역의 이름은 역사적으로 레바논의 셰바(Shebaa) 마을 주민들이 관리했던 농장의 이름을 따서 명명되었다. 길이는 약 11km(7마일), 너비는 2.5km(2마일)이다. 프랑스 위임통치령 시리아와 행정부는 레바논과 시리아 사이의 국경을 획정하는 데 실패했으며, 나중에 레바논과 시리아 정부도 이 작업을 수행하지 않았다. 1920년대와 1930년대의 문서에 따르면 주민들은 레바논 정부에 세금을 납부했다. 1950년대 초부터 이스라엘이 6일 전쟁으로 골란고원을 점령할 때까지 시리아는 사실상의 지배세력이었다. 1978년 이스라엘은 레바논 남부를 침공해 점령했다. 1981년, 셰바팜스를 포함한 골란고원은 이스라엘에 합병되었으며, 이는 미국만이 인정한 조치였다. 이스라엘은 이곳을 골란고원의 일부로 간주하고 골란고원과 함께 군사점령하에 계속 유지하고 있다.
이 지역은 2000년 5월 이스라엘이 레바논에서 철수한 이후 폭력의 발화점이 되어왔다. 헤즈볼라는 셰바가 시리아가 아닌 레바논 영토에 있었기 때문에 철수가 완료되지 않았다고 주장했다. 이스라엘이 철수한 후, 유엔 사무총장은 레바논에서 유엔 임시군이 활동할 지역을 제안하는 성명을 발표했다. 성명서에는 81개의 서로 다른 지도가 연구되고 있다는 내용의 논란이 설명되어 있다. 유엔은 버려진 농지가 레바논 땅이라는 증거가 없다고 결론을 내렸으나 시리아 내 유엔 철수 감시군(1967년 이래 셰바팜스를 포함)의 시리아와 레바논 간 기존 경계를 "편견 없이" 유지할 것을 제안했다.
2000년부터 2006년까지, 그리고 2015년 초에도 이 지역에서 낮은 수준의 갈등이 계속되었다.

### 뉴스
- Schiff, Ze'ev (2000년 6월 23일). “Thin Blue Line”. 《Haaretz》. 2007년 9월 3일에 원본 문서에서 보존된 문서. 2007년 2월 13일에 확인함.
- “Fighting erupts over Shebaa Farms”. 《BBC News》. 2001년 4월 14일. 2007년 2월 13일에 확인함.
- “Report: Hezbollah to drop arms if Israel quits Shebaa”. Haaretz. Reuters. 2005년 4월 9일. 2007년 2월 13일에 확인함.
- Bejjani, Elias (2005년 10월 3일). “Shebaa farm history polemic”. 《Canadian Lebanese Coordinating Council》. 2007년 2월 13일에 확인함.
- Moubayed, Sami (2006년 8월 15일). “The Truth About the Shebaa Farms”. 《World Politics Watch》. 2007년 2월 9일에 원본 문서에서 보존된 문서. 2007년 2월 13일에 확인함.
- Israel, Jared (2006년 9월 4일). “Shebaa Farms and UN Deceit”. 《Israel National News》 (Arutz Sheva). 2007년 2월 13일에 확인함.
- “Behind the 'blue line'”. 《Al-Jazeera》 (Abdallah El Binni). 2010년 5월 26일. 2010년 5월 26일에 확인함.

### 기타
- Bregman, Ahron (2002년 7월 19일). 《Israel's Wars: A History since 1947》 2판. London: Routledge. ISBN 0-415-28716-2.
- “CIA – The World Factbook – Lebanon”. 《The World Factbook》. Central Intelligence Agency. 2007년 2월 8일. 2007년 2월 13일에 확인함.
- Sobelman, Daniel. New Rules of the Game: Israel and Hizbollah after the Withdrawal from Lebanon, Jaffee Center for Strategic Studies, Tel-Aviv University, 2004.